# Future Nostalgia
Future Nostalgia (lit. ‘Futura nostàlgia’) és el segon àlbum d'estudi de Dua Lipa, que va ser publicat el 27 de març del 2020. El disc conté els senzills «Don't Start Now», «Physical», «Break My Heart», «Hallucinate», «Levitating» i «Love Again».

## Antecedents
A finals d'octubre del 2019, Dua Lipa va començar a crear expectació pel seu retorn. El dia 1 de Novembre va publicar Don't Start Now, primer senzill del disc. El 30 de Gener de 2020 Dua Lipa va anunciar la portada i la data de llançament de Future Nostalgia. El llançament estava previst inicialment pel 3 d'Abril, però va haver de ser avançat una setmana a causa de la filtració de l'àlbum complet en alta qualitat. Dilluns 23 de Març, la cantant va anunciar el canvi de data en un directe d'Instagram.

## Senzills

### Don't Start Now
El dia 1 de Novembre de 2019, Dua Lipa va publicar el primer avançament de Future Nostalgia, Don't Start Now, acompanyat del seu videoclip corresponent. La cantant britànica va actuar en diversos esdeveniments i programes de televisió presentant Don't Start Now, entre els quals els MTV European Music Awards. Dua Lipa va llançar diverses remescles oficials per la cançó, fetes per Dom Dolla, Purple Disco Machine, Zach Witness, Pink Panda, Kungs i Regard, així com una versió en directe enregistrada a Los Angeles. Don't Start Now va entrar a la segona posició a la llista oficial del Regne Unit i ha superat les 20 setmanes dins les deu primeres posicions de la llista.

### Future Nostalgia
La cançó amb el mateix títol del disc va ser estrenada com a senzill promocional el dia 13 de Desembre. Tres dies després, es va estrenar el Lyric Video oficial per la cançó.

### Physical
Physical va ser publicat com el segon senzill oficial del disc i el tercer avançament de Future Nostalgia el 31 de Gener del 2020. El videoclip de la cançó, filmat a Barcelona i dirigit per Canadà Editorial, va ser estrenat el mateix dia. El videoclip original compta amb la mateixa duració que la cançó. El 21 de Febrer es va estrenar una versió més llarga (el director's cut). Physical va entrar al número 13 de la llista britànica i ha aconseguit assolir-ne el top 5.

### Break My Heart
La nit del 25 de Març, Dua Lipa va estrenar Break My Heart, el tercer senzill oficial del disc en la majoria de països. Inicialment, la publicació de la cançó estava prevista pel divendres 27, però l'avançament del llançament del disc va fer canviar la data de publicació del senzill també.

## Èxit comercial
Future Nostalgia va entrar a la segona posició de la llista d'àlbums del Regne Unit, per darrere de CALM de 5 Seconds of Summer. Ja en la primera setmana va superar la millor marca assolida pel seu àlbum debut "Dua Lipa", que només havia aconseguit arribar al número 3 d'aquesta llista. La setmana següent va pujar a la primera posició, convertint-se en el seu primer àlbum en arribar al número 1 de la llista del Regne Unit. Future Nostalgia es va mantenir diverses setmanes com l'àlbum més venut al Regne Unit. Future Nostalgia se situa a la quarta posició de la llista oficial alemanya durant la seva primera setmana. També va entrar a la quarta posició de la llista dels Estats Units, amb 66.000 unitats i superant àmpliament la màxima posició que havia assolit el seu àlbum debut (#27). Pel que fa a Espanya, Future Nostalgia va situar-se a la tercera posició de la llista de streaming, per darrere de Bad Bunny i J Balvin i superant els 6 milions de streams.
Segons Mediatraffic Future Nostalgia va ser el cinquè àlbum més exitos del món en la primera setmana, amb 156.000 unitats. En la seva segona setmana va sumar 100.000 unitats més, que la van portar a la tercera posició. Amb 92.000 noves unitats, fins un total de 351.000, Dua Lipa es va mantenir al número tres en la seva tercera setmana. A principis del mes de Maig, sempre segons Mediatraffic, Future Nostalgia superava el mig milió de còpies venudes a nivell mundial.

## Gira
La gira de Future Nostalgia havia de començar al mes d'Abril del 2020, i havia de passar per Barcelona el dia 28 d'aquest mateix mes, però va haver de ser programada a causa de la crisi del COVID-19.
El dia 24 de Març Dua Lipa va anunciar les noves dates per a la gira.

## Tracklist
1. Future Nostalgia
2. Don't Start Now
3. Cool
4. Physical
5. Levitating
6. Pretty Please
7. Halluciante
8. Love Again
9. Break My Heart
10. Good In Bed
11. Boys Will Be Boys